# Wesley Woodyard
Wesley Woodyard Jr.  (* 21. Juli 1986 in LaGrange, Georgia) ist ein ehemaliger US-amerikanischer American-Football-Spieler in der National Football League (NFL). Er spielte zuletzt für die Tennessee Titans als Inside Linebacker.

## College
Woodyard besuchte die University of Kentucky und spielte für deren Team, die Wildcats, von 2005 bis 2007 College Football. Er begann seine Karriere als Safety, wurde aber während seiner ersten Saison von den Coaches zum Linebacker umfunktioniert. In 37 Partien konnte er insgesamt 227 Tackles setzen.

## NFL

### Denver Broncos
Woodyard fand beim NFL Draft 2008 keine Berücksichtigung, wurde jedoch von den Denver Broncos als Free Agent verpflichtet. Aufgrund zahlreicher Verletzungen kam er schon in seiner Rookie-Saison in allen Spielen zum Einsatz. Bereits in seiner zweiten Spielzeit wurde er zu einem der Mannschaftskapitäne der Defense gewählt und blieb mehrere Jahre lang eine Stütze der Verteidigung der Broncos.

### Tennessee Titans
Am 14. März 2014 unterschrieb er bei den Tennessee Titans einen Vierjahresvertrag in der Höhe von 16 Millionen US-Dollar.
2015 erzielte er im Spiel gegen die Jacksonville Jaguars den ersten Defensive Touchdown seiner Karriere.